# 1992 في بولندا
فيما يلي قوائم الأحداث التي وقعت خلال عام 1992 في بولندا.

## كتب
من الكتب التي صدرت هذه السنة في بولندا:
- 1 يناير – سيف القدر من تأليف أندريه سابكوسكي.

## مواليد

### يناير
- 3 يناير – ساندرا زانيوسكا لاعبة كرة مضرب بولندية.
- 15 يناير – مارسين كامينسكي لاعب كرة قدم بولندي.[1][1]

### فبراير
- 12 فبراير – ماجدا لينيت لاعبة كرة مضرب بولندية.

### مارس
- 15 يناير – مارسين كامينسكي لاعب كرة قدم بولندي.[1][1]

### أبريل
- 30 أبريل – بافل ففشوليك لاعب كرة قدم بولندي.[2]

### يونيو
- 27 يونيو – ميخاو داشيك لاعب كرة يد بولندي.

### يوليو
- 28 يوليو – ألكسندرا زيك لاعبة كرة يد بولندية.

### نوفمبر
- 6 نوفمبر – بولا كانيا لاعبة كرة مضرب بولندية.
- 10 نوفمبر – رافال فولسكي لاعب كرة قدم بولندي.[3]
- 17 نوفمبر – كاتارزينا كاوا لاعبة كرة مضرب بولندية.

## وفيات

### يناير
- 11 يناير – أنتوني كازيميرز أوبنهايم (مواليد 1915) فيزيائي أمريكي.
- 24 يناير – جون بليفر (مواليد 1901) ممثل أمريكي.[4]

### أبريل
- 4 أبريل – صموئيل ريشفسكي (مواليد 1911)[5]

### يوليو
- 24 يوليو – غافرييل إليزاروف (مواليد 1921)